# كيرلس الثاني (بابا الإسكندرية)
 كيرلس الثاني بابا الإسكندرية وبطريرك الكرازة المرقسية وبطريرك الكنيسة القبطية رقم 67 (1078 - 1092) في عهد تملك الخليفة المستنصر والبلاد في حالة هدوء وأمان بفضل حكم بدر الدين الجمالي الوزير الأرمني، الذي نعمت مصر في عهده بالرخاء والازدهار.
في البداية كان الراهب جورجيوس الذي كان من أهل قلاقة بحيرة.
انطلق شخص يُدعى كيرلس إلى أثيوبيا وادّعى أنه مطرانها، وتسلط على كنائسها. وإذ سمع البابا أراد أن يرسل إليهم مطرانًا شرعيًا يُدعى ساويرس. قاوم أمير الجيوش بدر الجمالي ذلك، ورفض أن يُسرّح له بالسفر إلا إذا وعده ببناء خمسة مساجد في أثيوبيا، وأن يرسل له المطران هدية كل سنة، فوافق البابا على ذلك مجبرًا. سافر الأنبا ساويرس إلى أثيوبيا، فهرب كيرلس إلى بلدة دهلك في ديار مصر، وإذ سمع أمير الجيوش بالأمر استدعاه وأخذ كل ثروته وقتله، أما الأنبا ساويرس فعانى كثيرًا في أثيوبيا، إذ أراد مقاومة بعض العادات الفاسدة مثل السراري لدى الأمراء الذين كانوا يأخذون جملة من الجاريات بجوار الزوجة الشرعية، وكانوا يدعون إنهم باقون على شريعة موسى النبي بخصوص تعدد الزوجات، وأن ذلك محرمًا على الكهنة والشمامسة وحدهم، ومع هذا كانوا يعترفون بأن ما يفعلونه مخالف ليسوع.
و كانت جنازته البابا كيرلس الثاني في 12 بؤونة سنة 808ش الموافق يوليو 1092م.